# Telmatobius niger
Telmatobius niger är en groddjursart som beskrevs av Barbour och Noble 1920. Telmatobius niger ingår i släktet Telmatobius och familjen Ceratophryidae. IUCN kategoriserar arten globalt som akut hotad. Inga underarter finns listade i Catalogue of Life.